# نصاح (اسم)
نصاح هو اسم علم مذكر من أصل عربي، ومعناه هو مقدم النصيحة الواعظ.

## وصلات خارجية
- موسوعة السلطان قابوس لأسماء العرب